# Mastaba de Neferirtenef
Le mastaba de Neferirtenef se trouve à Saqqarah, prenant place au sein d'un complexe funéraire qui s'est bâti et complété à différentes époques. Neferirtenef était un haut-dignitaire de l'Ancien Empire, à la Ve dynastie, qui mourut aux alentours de 2400 av. J.-C.
Son mastaba a été redécouvert le 13 décembre 1905 par l'égyptologue James Edward Quibell. La chapelle funéraire du mastaba de Neferirtenef est conservée et exposée aux Musées royaux d'Art et d'Histoire.

## Fonctions
Neferirtenef exerçait des importantes fonctions civiles et religieuses en tant que prêtre du temple du pharaon Sahourê et des temples solaires des pharaons Néferirkarê Kakaï et Ouserkaf.

## Découverte du mastaba de Neferirtenef
En 1904, Jean Capart cherche à agrandir les collections d'antiquités égyptiennes des Musées royaux d'Art et d'Histoire de Bruxelles. En effet, il considère que les collections manquent de « grands monuments ». Jean Capart présente alors la situation au conservateur en chef Eugène Van Overloop et lui propose de sensibiliser les autorités belges afin d'informer le khédive d'Égypte, Abbas II Hilmi, des avancées réalisées à Bruxelles en matière d'égyptologie. Par cette démarche, il espère obtenir des dons pour combler les lacunes des collections d'antiquités égyptiennes.
Malheureusement, la requête échoue : il n'y a aucune pièce de valeur disponible. De plus, la loi égyptienne du 16 mai 1886 stipule que tous les musées et objets égyptiens appartiennent au domaine public de l'État, les rendant inaliénables. Toutefois, Gaston Maspero, alors directeur général du Conseil suprême des Antiquités égyptiennes, accorde à plusieurs grands musées la faculté de prélever un mastaba de leurs choix dans la nécropole memphite, à condition qu'ils s'engagent à ne plus acquérir de fragments obtenus clandestinement. Jean Capart entame alors des négociations avec Gaston Maspero pour l'acquisition d'un mastaba destiné au musée. Il est acquit par le musée grâce au soutien financier d'Édouard Louis Joseph Empain. Ce dernier en finance l'achat et en fait don au musée.
En décembre 1905, Jean Capart se rend alors en Égypte, accompagné de Charles Mathien, afin de sélectionner le mastaba. À Saqqarah, James Edward Quibell, égyptologue et inspecteur en chef des fouilles, lui présente plusieurs mastabas récemment dégagés. Toutefois, Capart les rejette successivement ; il recherche un monument alliant qualité artistique, variété décorative et dimensions adaptées. Il prend alors conseil auprès de Flinders Petrie et Georges Bénédite.
Le mastaba de Neferirtenef (D 55) avait déjà été découvert dans les années 1860 par un ouvrier sous les ordres d'Auguste Mariette, qui propose alors à Capart de le retrouver. Il se rappelle de l'emplacement de la tombe, située à environ 50 m de l'angle sud-est de l'enceinte de la pyramide à degrés de Djoser. Les fouilles sont alors entreprises sous la supervision de James Edward Quibell. Le mastaba est alors redécouvert le 13 décembre 1905.
Le 7 janvier 1906, seuls les blocs ornés de reliefs sont soigneusement extraits, emballés et expédiés à Bruxelles. Ils arrivent au musée en mai 1907, où ils subissent un traitement spécifique pour les protéger de l’humidité, le climat belge posant des risques pour leur conservation.

## Installation de la chapelle aux Musées Royaux d'Art et d'Histoire de Belgique

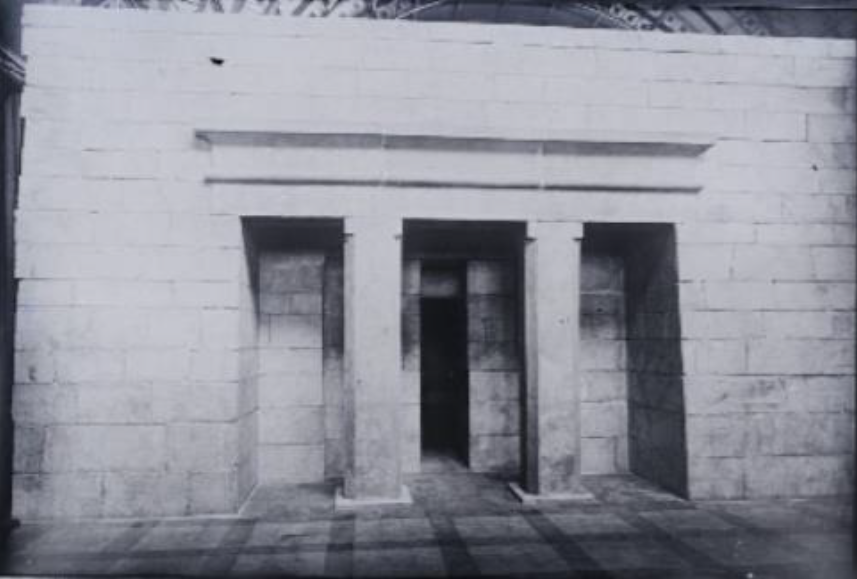
La première installation de la chapelle funéraire de Neferirtenef aux Musées Royaux d'Art et d'Histoire de Belgique

Dans un premiers temps, la chapelle funéraire de Neferirtenef est installée dans l'une des salles du Pavillon de l'Antiquité, situé dans l'aide sud du musée, un espace conçu par Jean De Mot et nommé « Salle Édouard Empain ». Pour cette première installation, Jean Capart conçoit un simulacre de façade-porte d'entrée en ciment, inspiré de l'architecture funéraire de la Ve dynastie. Il ajoute une légère inclinaison afin d'évoquer l'apparence originale du mastaba et de donner au public une vision plus « immersive » du monument tel qu'il existait à l'époque pharaonique. 

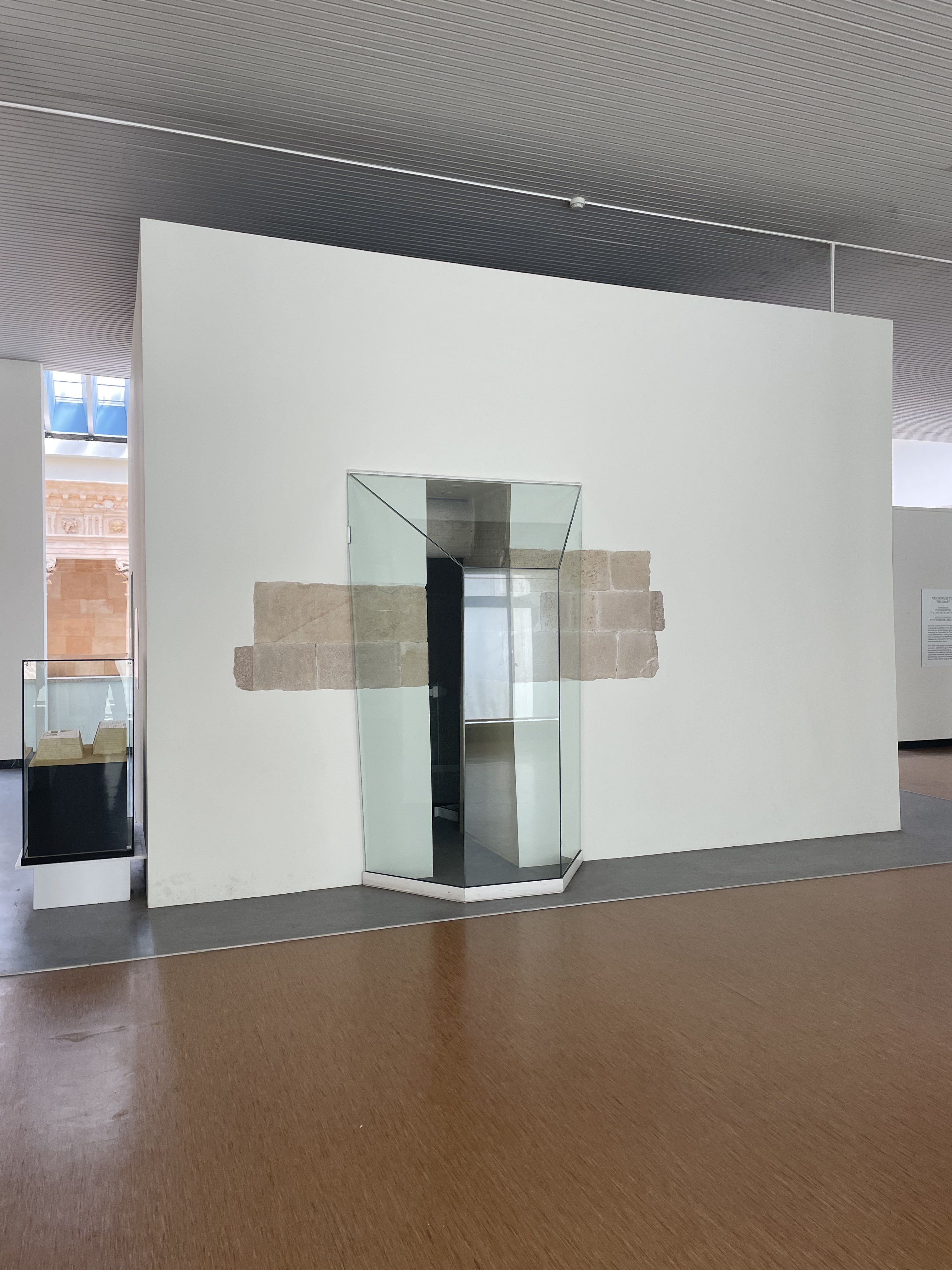
Installation actuelle de la chapelle funéraire de Neferirtenef aux Musées Royaux d'Art et d'Histoire de Belgique

À partir des années 1930, la chapelle funéraire cesse progressivement d’être accessible au public. En 1937, La chapelle funéraire est alors démontée, mais lors de cette opération, des infiltrations de salpêtre sont constatées sur plusieurs blocs, causant des détériorations. Le musée entreprend alors de traiter les blocs dans ses laboratoires, mais la Seconde Guerre mondiale interrompt les travaux de conservation. Les blocs restent entreposés dans les sous-sols de la section égyptienne pendant toute la durée du conflit.
En 1946, un incendie ravage l’aile sud du musée, rendant impossible la réinstallation du mastaba. Ce n’est qu’en 1964 que les blocs sont confiés aux laboratoires pour une restauration. De 1964 à 1968, ils sont soumis à des traitements minutieux, notamment des bains renouvelés régulièrement pour éliminer les dépôts de sel et le calcaire qui s’étaient incrustés.
La chapelle funéraire est réédifiée vers 1970, au deuxième étage de l’aile sud reconstruite du musée, dans le Pavillon de l’Antiquité. Lors de cette réinstallation, le simulacre de façade-porte d’entrée en ciment conçu par Jean Capart lors de la première présentation est supprimé. Jugé trop fantaisiste par les conservateurs, il est remplacé par une présentation plus dépouillée, épurée, caractérisée par un cube blanc.